# Cerkiew Kazańskiej Ikony Matki Bożej w Moskwie (Kołomieńskie)
Cerkiew Kazańskiej Ikony Matki Bożej – cerkiew w Moskwie, w dekanacie św. Daniela Słupnika eparchii moskiewskiej miejskiej Rosyjskiego Kościoła Prawosławnego. Dawna cerkiew domowa przy pałacu carskim w Kołomienskoje, obecnie część muzeum-rezerwatu „Kołomieńskie”.

## Historia
Drewniana cerkiew Kazańskiej Ikony Matki Bożej została zbudowana na terenie carskiej posiadłości w Kołomienskim w latach 30. XVII w. Plan budowy obiektu istniał jednak już wcześniej, w 1612, gdyż car Michał pragnął w ten sposób upamiętnić zwycięstwo nad armią polsko-litewską. W 1651 zastąpiono ją świątynią murowaną, wzniesioną z cegły. Budowla była połączona z carskim pałacem w Kołomienskim i pełniła funkcje cerkwi domowej dla przebywających w posiadłości członków rodziny panującej. Dostęp do cerkwi bezpośrednio z pałacu umożliwiła kryta galeria. Patronką obiektu sakralnego była Kazańska Ikona Matki Bożej, uważana za opiekunkę rodziny Romanowów.
W latach 60. XVIII w. rezydencja carska w Kołomienskim została przeniesiona na nowe miejsce. W związku z tym dawna prywatna świątynia carska stała się cerkwią parafialną. Od tego czasu była nieprzerwanie czynna, z wyjątkiem lat 1941–1942.
Szczególną czcią otaczana jest przechowywana w cerkwi Ikona Matki Bożej „Władająca”, uznana za cudotwórczą w 1917, zwrócona do świątyni w 1990.

## Architektura
Cerkiew została wzniesiona w stylu typowym dla moskiewskiej architektury sakralnej XVII stulecia. Zaprojektowano ją na planie prostokąta z dwoma skrzydłami mieszczącymi wejścia do świątyni, prowadzącymi do cerkwi górnej. Nad północnym skrzydłem znajduje się unikalna w architekturze siedemnastowiecznej dzwonnica na planie kwadratu kryta dachem namiotowym. W ścianach zachodniej, północnej i południowej wybito po cztery okna. Budynek posiada pięć cebulastych kopuł.
Pierwotny wystrój wnętrza cerkwi nie zachował się; freski znajdujące się w niej powstały po 1991. Nowoczesny jest również pięciorzędowy ikonostas przed głównym ołtarzem. Znacznie skromniejsza konstrukcja tego typu, wykonana w stylu empire, znajduje się przed bocznym ołtarzem św. Awerkiusza.
Nietypowym elementem wyposażenia świątyni jest figura Chrystusa w więzieniu, która może być zarówno dziełem twórcy rosyjskiego, jak i rzeźbiarza pochodzenia zachodniego (być może polskiego).